# Challenger Cup de Voleibol Feminino de 2023
A Challenger Cup de Voleibol Feminino de 2023 foi a quarta edição deste torneio anual com promoção da Federação Internacional de Voleibol (FIVB) para a Liga das Nações. O torneio foi sediado em Laval, na França, de 27 a 30 de julho.
As donas da casa conquistaram seu primeiro título da competição após vitória sobre a Suécia na final por 3 sets a 1, substituindo a Croácia — última equipe desafiante na Liga das Nações de 2023 — na edição de 2024. Na disputa pelo terceiro lugar, a Colômbia venceu a Ucrânia por 3 sets a 1.

## Participantes
As seguintes seleções se qualificaram para a Challenger Cup de 2023.
| Equipe   | Qualificação                              | Qualificação                              | Última aparição |
| -------- | ----------------------------------------- | ----------------------------------------- | --------------- |
| França   | País-sede                                 | País-sede                                 | 2022            |
| Quênia   | Melhor ranqueado                          | CAVB                                      | Estreante       |
| Colômbia | Melhor ranqueado                          | CSV                                       | 2022            |
| México   | Campeão das Qualificatórias da NORCECA    | Campeão das Qualificatórias da NORCECA    | Estreante       |
| Vietnã   | Campeã da Challenger Cup Asiática de 2023 | Campeã da Challenger Cup Asiática de 2023 | Estreante       |
| Suécia   | Finalista da Liga Europeia Ouro de 2023   | Finalista da Liga Europeia Ouro de 2023   | Estreante       |
| Ucrânia  | Finalista da Liga Europeia Ouro de 2023   | Finalista da Liga Europeia Ouro de 2023   | Estreante       |
| Croácia  | Rebaixada da Liga das Nações de 2023      | Rebaixada da Liga das Nações de 2023      | 2022            |

## Regulamento
O torneio é disputado em sistema eliminatório, em partidas únicas, composto por quartas de final, semifinais, disputa pelo terceiro lugar e final. A seleção anfitriã teve vaga garantida para o torneio e ficou na primeira posição. As sete equipes restantes foram alocadas da 2ª à 8ª posições de acordo com o ranking mundial da FIVB em 10 de julho de 2023.
As perdedoras das quartas de final são eliminadas e ordenadas de 5º a 8º na classificação final de acordo com os critérios de desempate entre as equipes.
A equipe campeã garante vaga para a Liga das Nações de 2024.

## Local das partidas
| Laval, França     |
| Espace Mayenne    |
| ----------------- |
| Capacidade: 4 700 |

## Resultados
|  | Quartas de final | Quartas de final |             |   | Semifinais     | Semifinais     |  |  | Final | Final |
|  |                  |                  |             |   |                |                |  |  |       |       |
|  | 27 de julho      |                  |             |   |                |                |  |  |       |       |
|  |                  |                  |             |   |                |                |  |  |       |       |
|  | França           | 3                |             |   |                |                |  |  |       |       |
|  | França           | 3                | 29 de julho |   |                |                |  |  |       |       |
|  | Vietnã           | 0                |             |   |                |                |  |  |       |       |
|  | Vietnã           | 0                | França      | 3 |                |                |  |  |       |       |
|  | 27 de julho      |                  | França      | 3 |                |                |  |  |       |       |
|  |                  | Ucrânia          | 0           |   |                |                |  |  |       |       |
|  | Ucrânia          | Ucrânia          | 0           | 3 |                |                |  |  |       |       |
|  | Ucrânia          |                  | 30 de julho | 3 |                |                |  |  |       |       |
|  | Croácia          | 1                |             |   |                |                |  |  |       |       |
|  | Croácia          | 1                | França      | 3 |                |                |  |  |       |       |
|  | 28 de julho      |                  | França      | 3 |                |                |  |  |       |       |
|  |                  | Suécia           | 1           |   |                |                |  |  |       |       |
|  | Colômbia         | Suécia           | 1           | 3 |                |                |  |  |       |       |
|  | Colômbia         | 29 de julho      |             | 3 |                |                |  |  |       |       |
|  | Quênia           | 1                |             |   |                |                |  |  |       |       |
|  | Quênia           | 1                | Colômbia    | 1 |                |                |  |  |       |       |
|  | 28 de julho      |                  | Colômbia    | 1 |                |                |  |  |       |       |
|  |                  | Suécia           | 3           |   | Terceiro lugar | Terceiro lugar |  |  |       |       |
|  | México           | Suécia           | 3           | 2 | Terceiro lugar | Terceiro lugar |  |  |       |       |
|  | México           |                  | 30 de julho | 2 |                |                |  |  |       |       |
|  | Suécia           | 3                |             |   |                |                |  |  |       |       |
|  | Suécia           | 3                | Ucrânia     | 1 |                |                |  |  |       |       |
|  |                  |                  |             |   |                |                |  |  |       |       |
|  | Colômbia         | 3                |             |   |                |                |  |  |       |       |
|  | Colômbia         | 3                |             |   |                |                |  |  |       |       |

- Todas as partidas seguem o horário local (UTC+2).

### Quartas de final
| Data   | Hora  |          | Placar |         | Set 1 | Set 2 | Set 3 | Set 4 | Set 5 | Total  | Relatório |
| ------ | ----- | -------- | ------ | ------- | ----- | ----- | ----- | ----- | ----- | ------ | --------- |
| 27 jul | 17:00 | França   | 3–0    | Vietnã  | 25–20 | 25–16 | 25–17 |       |       | 75–53  | Relatório |
| 27 jul | 20:30 | Ucrânia  | 3–1    | Croácia | 25–15 | 25–15 | 18–25 | 25–19 |       | 93–74  | Relatório |
| 28 jul | 17:00 | México   | 2–3    | Suécia  | 25–20 | 25–19 | 20–25 | 22–25 | 5–15  | 97–104 | Relatório |
| 28 jul | 20:30 | Colômbia | 3–1    | Quênia  | 25–22 | 21–25 | 25–23 | 25–19 |       | 96–89  | Relatório |

### Semifinais
| Data   | Hora  |        | Placar |          | Set 1 | Set 2 | Set 3 | Set 4 | Set 5 | Total | Relatório |
| ------ | ----- | ------ | ------ | -------- | ----- | ----- | ----- | ----- | ----- | ----- | --------- |
| 29 jul | 17:00 | França | 3–0    | Ucrânia  | 25–10 | 25–20 | 25–22 |       |       | 75–52 | Relatório |
| 29 jul | 20:30 | Suécia | 3–1    | Colômbia | 25–17 | 25–17 | 22–25 | 25–17 |       | 97–76 | Relatório |

### Terceiro lugar
| Data   | Hora  |         | Placar |          | Set 1 | Set 2 | Set 3 | Set 4 | Set 5 | Total | Relatório |
| ------ | ----- | ------- | ------ | -------- | ----- | ----- | ----- | ----- | ----- | ----- | --------- |
| 30 jul | 13:30 | Ucrânia | 1–3    | Colômbia | 23–25 | 25–12 | 24–26 | 22–25 |       | 94–88 | Relatório |

### Final
| Data   | Hora  |        | Placar |        | Set 1 | Set 2 | Set 3 | Set 4 | Set 5 | Total | Relatório |
| ------ | ----- | ------ | ------ | ------ | ----- | ----- | ----- | ----- | ----- | ----- | --------- |
| 30 jul | 17:00 | França | 3–1    | Suécia | 25–21 | 25–16 | 22–25 | 25–15 |       | 97–77 | Relatório |

## Classificação final
| Campeão | Vice-campeão | Terceiro lugar |
| FrançaHéléna Cazaute · Amandine Giardino · Christina Bauer · Nina Stojiljković · Lucille Gicquel · Amandha Marine Sylves · Eva Brooklyn Elouga · Léandra Olinga-Andela · Émilie Respaut · Guewe Diouf · Amélie Rotar · Halimatou Bah · Sabine Haewegene · Juliette Gelin | SuéciaElsa Arrestad · Linda Andersson · Jonna Wasserfaller · Rebecka Lazić · Isabelle Haak · Alexandra Lazić · Hilda Gustafsson · Filippa Brink · Vilma Andersson · Anna Haak · Julia Nilsson · Elin Larsson · Emmy Andersson · Paulina Lindberg | ColômbiaDayana Segovia · Laura Grajales · Ana Karina Olaya · Valerín Carabalí · Karen Rentería · Maira Ospino · Juliana Toro · Camila Gómez · Angie Velásquez · María Alejandra Marín · Melissa Rangel · María Margarita Martínez · Amanda Coneo · Yeny Montoya |

| 4 | Ucrânia |
| 5 | México  |
| 6 | Quênia  |
| 7 | Croácia |
| 8 | Vietnã  |

Fonte: Volleyball World